# Cetrelia
Cetrelia is een geslacht van korstmossen dat behoort tot de orde Lecanorales van de ascomyceten. De typesoort is Cetrelia cetrarioides.

## Soorten
Volgens Index Fungorum telt het geslacht zes soorten (peildatum maart 2023):
| Soortnaam             | Auteur(s)                            | Publicatiejaar |
| --------------------- | ------------------------------------ | -------------- |
| Cetrelia cetrarioides | (Duby) W.L. Culb. & C.F. Culb.       | 1968           |
| Cetrelia chicitae     | (W.L. Culb.) W.L. Culb. & C.F. Culb. | 1968           |
| Cetrelia monachorum   | (Zahlbr.) W.L. Culb. & C.F. Culb.    | 1977           |
| Cetrelia olivetorum   | (Nyl.) W.L. Culb. & C.F. Culb.       | 1968           |
| Cetrelia sanguinea    | (Schaer.) W.L. Culb. & C.F. Culb.    | 1968           |
| Cetrelia sayanensis   | Otnyukova, Stepanov & Elix           | 2009           |